# Étienne Ambroise Berthellemy
Étienne Ambroise Berthellemy dit Berthelmy, né le 24 septembre 1764 à Vauvillers (Haute-Saône), mort le 24 juin 1841 à Paris (Seine), est un général de brigade de la Révolution française.

## Biographie
Ingénieur des ponts et chaussées dans le département de la Corrèze, il s’est engagé en 1791 et devient capitaine dans un bataillon de volontaires de son département. Il est chargé de faire le relevé de la carte de la frontière du Rhin, pour la défense militaire de la France. Il prend part à l'attaque de la forteresse de Mayence du côté du fleuve, et il fait les campagnes de 1792 et 1793, il est nommé général de brigade le 30 juillet 1793. Le soir de la bataille d'Hondschoote, il propose de couper la retraite aux Anglais en portant l'armée sur Furnes, mais on lui répond qu'il est trop jeune pour donner des conseils. À la suite de cette affaire, il est quelque temps arrêté, enfermé à la Conciergerie, et délivré sur la recommandation de Hoche en août 1794. Il passe à l'armée des Pyrénées en 1795, mais la paix l'empêche de s'y signaler. 
Il est élu député de la Corrèze au Conseil des Cinq-cents, le 22 germinal an VI (11 avril 1798). Partisan du coup d'État du 18 brumaire an VIII (9 novembre 1799), il devient, le 2 frimaire an VIII (23 novembre 1799), commissaire central du département de la Moselle puis membre du Tribunat le 4 nivôse an VIII (25 décembre 1799), il joue un rôle modeste dans ces deux assemblées. 
En 1811, il refuse de reprendre du service, malgré les vives instances du général Saint-Cyr, son ami, et renonce aux fonctions publiques.

## Sources
- « Étienne Ambroise Berthellemy », dans Adolphe Robert et Gaston Cougny, Dictionnaire des parlementaires français, Edgar Bourloton, 1889-1891 [détail de l’édition]